# Peuvillers
Peuvillers est une commune française située dans le département de la Meuse, en région Grand Est.

## Géographie

### Hydrographie
La commune est dans le bassin versant de la Meuse au sein du bassin Rhin-Meuse. Elle est drainée par la Thinte, le ruisseau le Harbon, le ruisseau de Peuvillers et le ruisseau du Bois de Damvillers,.
La Thinte, d'une longueur de 17 km, prend sa source dans la commune de Azannes-et-Soumazannes et se jette  dans le Loison à Vittarville, après avoir traversé neuf communes. 

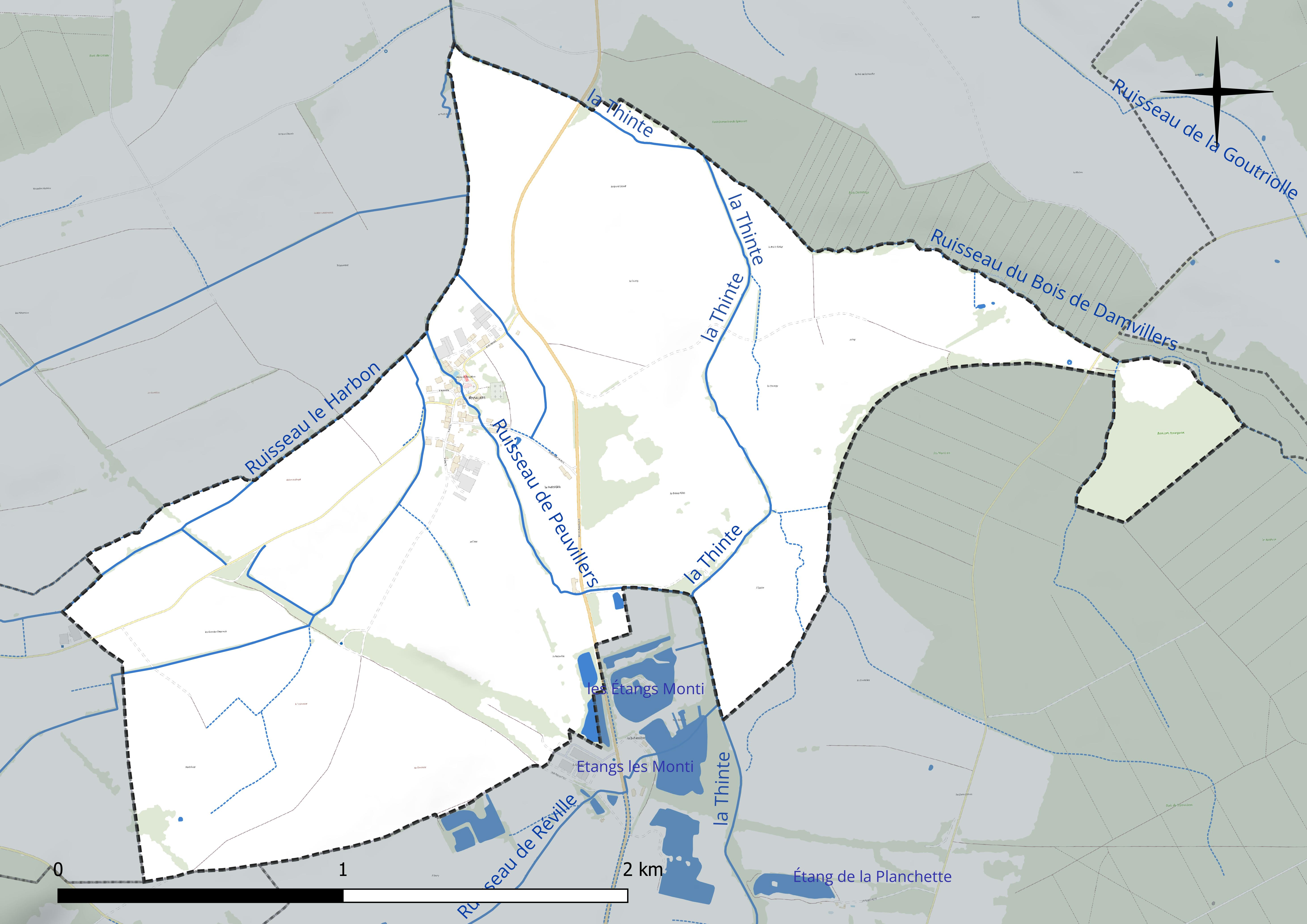
Réseau hydrographique de Peuvillers.

### Climat
Pour des articles plus généraux, voir Climat du Grand Est et Climat de la Meuse.
En 2010, le climat de la commune est de type climat de montagne, selon une étude du Centre national de la recherche scientifique s'appuyant sur une série de données couvrant la période 1971-2000. En 2020, Météo-France publie une typologie des climats de la France métropolitaine dans laquelle la commune est exposée à un climat océanique altéré et est dans la région climatique  Lorraine, plateau de Langres, Morvan, caractérisée par un hiver rude (1,5 °C), des vents modérés et des brouillards fréquents en automne et hiver. 
Pour la période 1971-2000, la température annuelle moyenne est de 9,8 °C, avec une amplitude thermique annuelle de 16,2 °C. Le cumul annuel moyen de précipitations est de 871 mm, avec 13,4 jours de précipitations en janvier et 9,7 jours en juillet. Pour la période 1991-2020, la température moyenne annuelle observée sur la station météorologique de Météo-France la plus proche, « Villette », sur la commune de Villette à 16 km à vol d'oiseau, est de 10,1 °C et le cumul annuel moyen de précipitations est de 909,4 mm. 
La température maximale relevée sur cette station est de 39 °C, atteinte le 25 juillet 2019 ; la température minimale est de −14,8 °C, atteinte le 20 décembre 2009,,. 
Les paramètres climatiques de la commune ont été estimés pour le milieu du siècle (2041-2070) selon différents scénarios d'émission de gaz à effet de serre à partir des nouvelles projections climatiques de référence DRIAS-2020. Ils sont consultables sur un site dédié publié par Météo-France en novembre 2022.

## Urbanisme

### Typologie
Au 1er janvier 2024, Peuvillers est catégorisée commune rurale à habitat dispersé, selon la nouvelle grille communale de densité à sept niveaux définie par l'Insee en 2022.
Elle est située hors unité urbaine et hors attraction des villes,.

### Occupation des sols
L'occupation des sols de la commune, telle qu'elle ressort de la base de données européenne d’occupation biophysique des sols Corine Land Cover (CLC), est marquée par l'importance des territoires agricoles (94,1 % en 2018), une proportion identique à celle de 1990 (94,1 %). La répartition détaillée en 2018 est la suivante : 
prairies (92,7 %), forêts (5,5 %), terres arables (1,3 %), eaux continentales (0,5 %). L'évolution de l’occupation des sols de la commune et de ses infrastructures peut être observée sur les différentes représentations cartographiques du territoire : la carte de Cassini (XVIIIe siècle), la carte d'état-major (1820-1866) et les cartes ou photos aériennes de l'IGN pour la période actuelle (1950 à aujourd'hui).

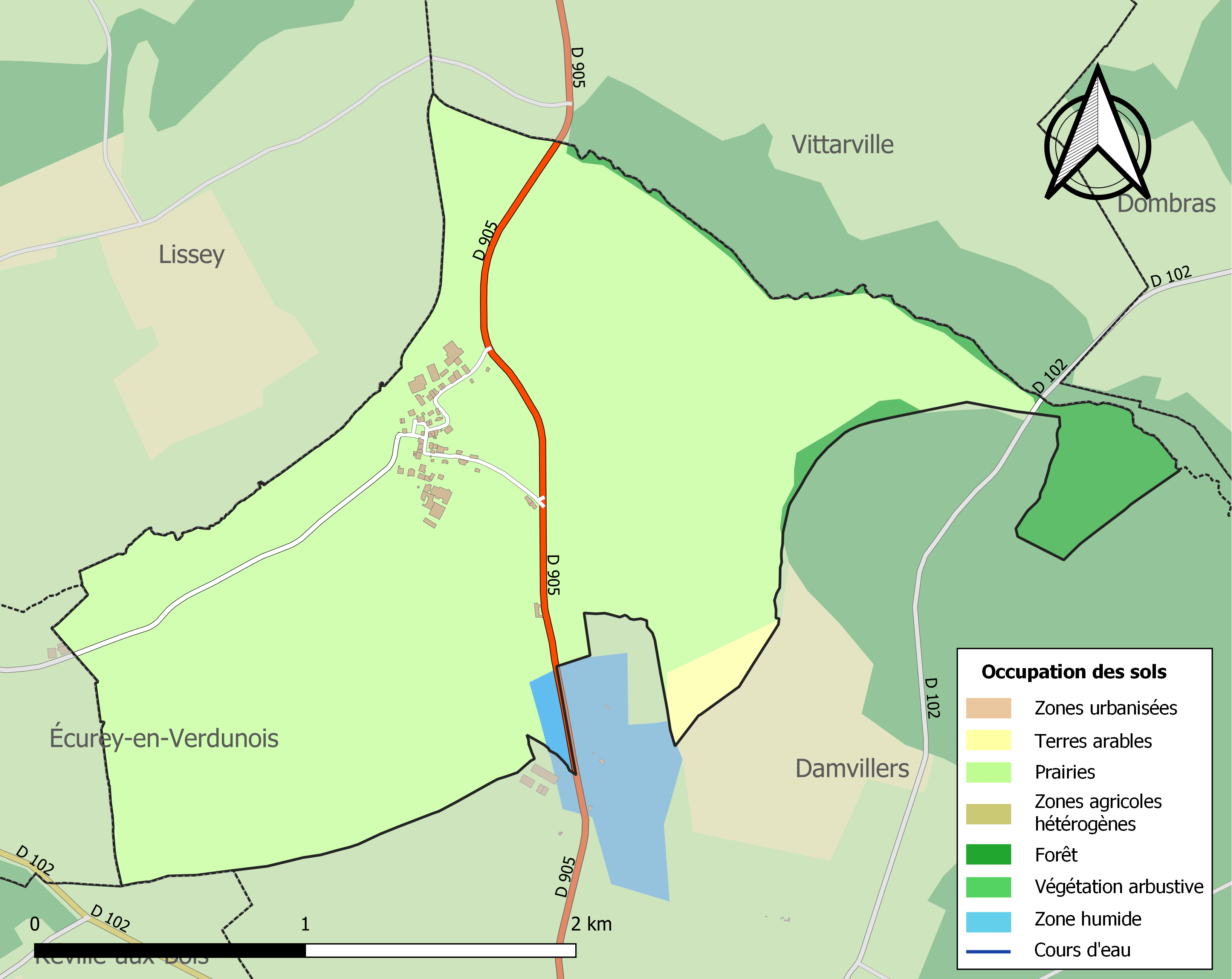
Carte des infrastructures et de l'occupation des sols de la commune en 2018 (CLC).

## Toponymie
Le nom de la localité est attesté sous les formes Pusvillare (1040) ; Postvillare (1049) ; Postviler (1061) ; Putteivillare (1086) ; Apud Puvillarem (1198) ; Peuviler (1204) ; Peuvillers (1222) ; Pouvillers (1233) ; Puvillari (1270) ; Prusvilleres (1642) ; Putviller (1700) ; De Parvo-villari (1738).

Du latin puteus « puits » et du gallo-roman villare, dérivé lui-même de villa « grand domaine rural », issu du latin villa rustica.

## Histoire
Faisait partie du Luxembourg français avant 1790, dans le bailliage de Marville.
À Peuvillers se trouvait l'hôpital-arrière du 14e régiment d'artillerie à pied où mourut le sous-officier allemand Heinrich Wilhelm Koch à l'âge de 20 ans. Il fut transféré et enterré en janvier 1917 au cimetière du Ladhof à Colmar en Alsace où vivait sa famille. Il était le demi-frère aimé et admiré de Paul-Georges Koch, pasteur et poète, enterré en 1982 avec leur père au cimetière de La Petite-Pierre dans le Bas-Rhin.

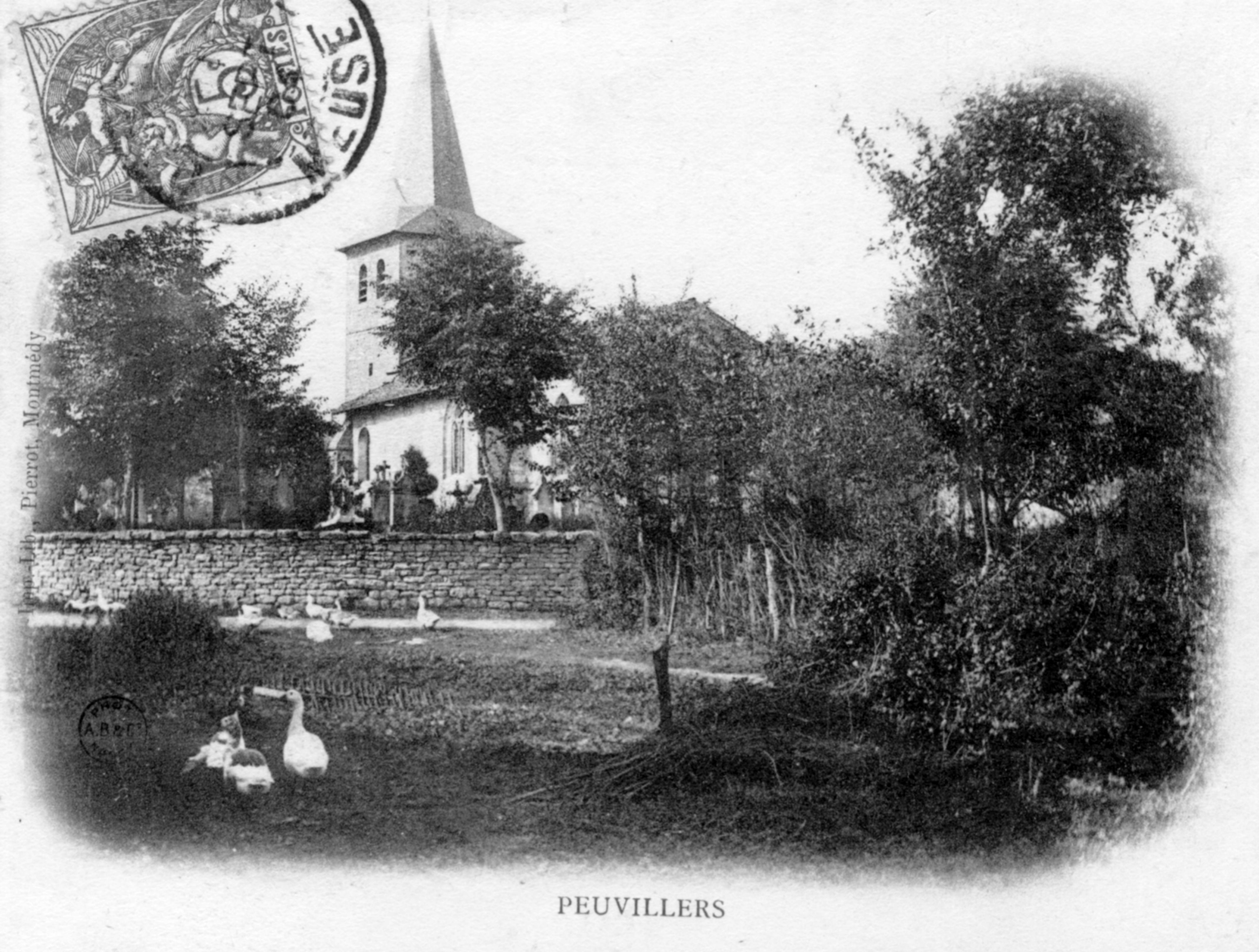
L'église de Peuvillers avant la Première Guerre mondiale. Carte postale ancienne.
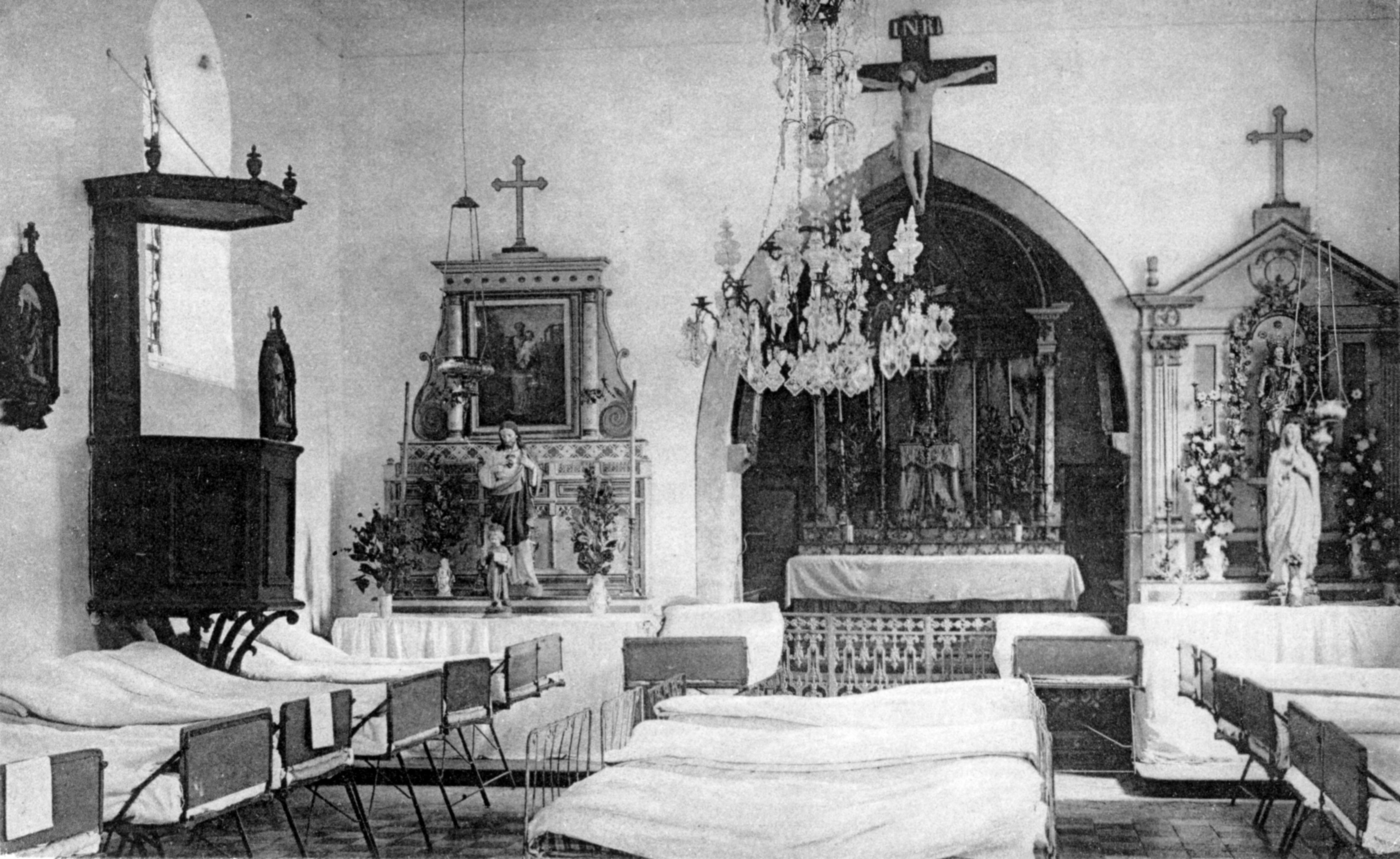
Hôpital de campagne installé dans l'église de Peuvillers pendant la Première Guerre mondiale. Carte postale allemande.

## Politique et administration
| Période                                  | Période   | Identité         | Étiquette | Qualité     |
| ---------------------------------------- | --------- | ---------------- | --------- | ----------- |
| Les données manquantes sont à compléter. |           |                  |           |             |
| avant 1995                               | ?         | Marcel Nivelet   | DVD       |             |
| mars 2001                                | mars 2008 | Monique Richard  |           |             |
| mars 2008                                | mai 2020  | Aurélie Étienne  |           |             |
| mai 2020                                 | En cours  | Matthieu Nivelet |           | Agriculteur |

## Population et société

### Démographie

#### Évolution démographique
L'évolution du nombre d'habitants est connue à travers les recensements de la population effectués dans la commune depuis 1793. Pour les communes de moins de 10 000 habitants, une enquête de recensement portant sur toute la population est réalisée tous les cinq ans, les populations de référence des années intermédiaires étant quant à elles estimées par interpolation ou extrapolation. Pour la commune, le premier recensement exhaustif entrant dans le cadre du nouveau dispositif a été réalisé en 2005.

En 2022, la commune comptait 60 habitants, en évolution de +11,11 % par rapport à 2016 (Meuse : −4,4 %, France hors Mayotte : +2,11 %).
| 1793 | 1800 | 1806 | 1821 | 1831 | 1836 | 1841 | 1846 | 1851 |
| ---- | ---- | ---- | ---- | ---- | ---- | ---- | ---- | ---- |
| 238  | 257  | 267  | 270  | 259  | 271  | 253  | 247  | 244  |

| 1856 | 1861 | 1866 | 1872 | 1876 | 1881 | 1886 | 1891 | 1896 |
| ---- | ---- | ---- | ---- | ---- | ---- | ---- | ---- | ---- |
| 233  | 226  | 222  | 216  | 217  | 201  | 191  | 184  | 166  |

| 1901 | 1906 | 1911 | 1921 | 1926 | 1931 | 1936 | 1946 | 1954 |
| ---- | ---- | ---- | ---- | ---- | ---- | ---- | ---- | ---- |
| 179  | 156  | 140  | 137  | 128  | 122  | 134  | 96   | 118  |

| 1962 | 1968 | 1975 | 1982 | 1990 | 1999 | 2005 | 2006 | 2010 |
| ---- | ---- | ---- | ---- | ---- | ---- | ---- | ---- | ---- |
| 104  | 77   | 60   | 51   | 55   | 50   | 66   | 68   | 64   |

| 2015 | 2020 | 2022 | - | - | - | - | - | - |
| ---- | ---- | ---- | - | - | - | - | - | - |
| 54   | 63   | 60   | - | - | - | - | - | - |

## Culture locale et patrimoine

### Lieux et monuments
- Cimetière militaire, 967 Allemands (1914-1918).
- Église Sainte-Gertrude origine XIIe siècle, chœur et nef XVe siècle, nef remaniée XVIIIe siècle.